# Varennes-sous-Dun
Varennes-sous-Dun is een gemeente in het Franse departement Saône-et-Loire (regio Bourgogne-Franche-Comté) en telt 640 inwoners (2004). De plaats maakt deel uit van het arrondissement Charolles.

## Geografie
De oppervlakte van Varennes-sous-Dun bedraagt 18,0 km², de bevolkingsdichtheid is 35,6 inwoners per km².
De onderstaande kaart toont de ligging van Varennes-sous-Dun met de belangrijkste infrastructuur en aangrenzende gemeenten.

## Demografie
Onderstaande figuur toont het verloop van het inwonertal (bron: INSEE-tellingen).